# Carl Enow Ngachu
Carl Enow Ngachu, né le 21 février 1975 dans la Manyu, est un entraîneur de football camerounais.

## Biographie

### Carrière d’entraîneur
Il est nommé sélectionneur de l'équipe féminine du Cameroun au début de l'année 2003.
Le 3 octobre 2004, il remporte en tant que sélectionneur la médaille d'argent lors du championnat d'Afrique 2004, au terme d'une finale perdue 5-0 contre le Nigeria. Il est médaillé de bronze en 2012. 
En 2016, il accompagne l'équipe nationale féminine à la 10éme édition de la coupe d'Afrique Féminine des Nations organisée par le Cameroun.
Le 24 mai 2017, il devient le nouveau directeur général de l'Anafoot.

## Palmarès comme entraîneur
- Finaliste du championnat d'Afrique féminin en 2004 avec l'équipe du Cameroun féminine